# サングラーム・シング
サングラーム・シング（Sangram Singh, 1482年4月12日 - 1528年1月30日）は、北インドのラージャスターン地方、メーワール王国の君主（在位：1508年 - 1528年）。ラーナー・サンガー（サンガ、サーンガーとも、Rana Sanga）とも呼ばれる。

## 生涯

### 王位継承まで
1482年4月12日、メーワール王国の君主ラーイ・マルの息子として誕生した。
1508年、父ラーイ・マルが死亡したことにより、サングラーム・シングが王位を継承した。

### マールワーの征服
王位継承後、サングラーム・シングは中央インドのマールワーに目を付けた。
当時、マールワー・スルターン朝がマールワーを支配していたが、東部マールワーの強力なラージプートの宰相メーディニー・ラーイが君主マフムード・シャー2世に代わって実権を握っていた。マフムード・シャー2世は彼に対抗するため、ローディー朝（デリー・スルターン朝）のイブラーヒーム・ローディー、グジャラート・スルターン朝のバハードゥル・シャーから支援されていた。
マフムード・シャー2世はグジャラート・スルターン朝に、メーディニー・ラーイはサングラーム・シングに援助を求めた。サングラーム・シングはマールワー・スルターン朝で起こったラージプートの反乱に参加、1519年にはマールワー・スルターン朝とグジャラート・スルターン朝の軍勢を破った。
他方、この間にデリー・スルターン朝の軍勢がメーワール王国に侵入してきたが、これもガドリー破った。
サングラーム・シングは幾度かの戦闘でマールワー・スルターン朝の軍勢を完全に破った。マフムード・シャー2世は捕虜にされメーワール王国の首都チットールガルに連行されたものの、息子やほかの捕虜をチットールガルに残すことで解放された。
こうして、サングラーム・シングはマールワーを支配下に入れた。

### デリー・スルターン朝への勝利
マールワーを征服したのち、サングラーム・シングは北西ラージャスターン地方へ軍を向けた。当時、この地域はデリー・スルターン朝、イブラーヒーム・ローディーの支配下にあった。サングラーム・シングはこれらの地域にデリー・スルターン朝への反乱を起こさせたのち、侵略した。
1517年から1518年にかけて、ローディー朝の軍勢はラージプートの城塞グワーリヤルを包囲していた。だが、このサングラーム・シングの侵攻に、ローディーは唖然とし、1518年から1519年までメーワールと戦端を開いた。
だが、サングラーム・シングは幾度かの戦いでローディーに勝利し、ラージャスターン方面の領土を奪ったばかりか、その軍事的影響力をアーグラにまで伸ばした。ローディー朝はラージャスターン地方における領土をほとんど失い、さらにはアーグラまで脅かされることになり、手痛い打撃を被った。
サングラーム・シングはランタンボールなどを含む様々な要衝を占領したものの、彼はこれらの戦いで左腕を失い、足一本を不自由になった。
その後すぐ、1520年にサングラーム・シングはグジャラート・スルターン朝とも戦ったが、これにも勝利している。

### バーブルとの戦い

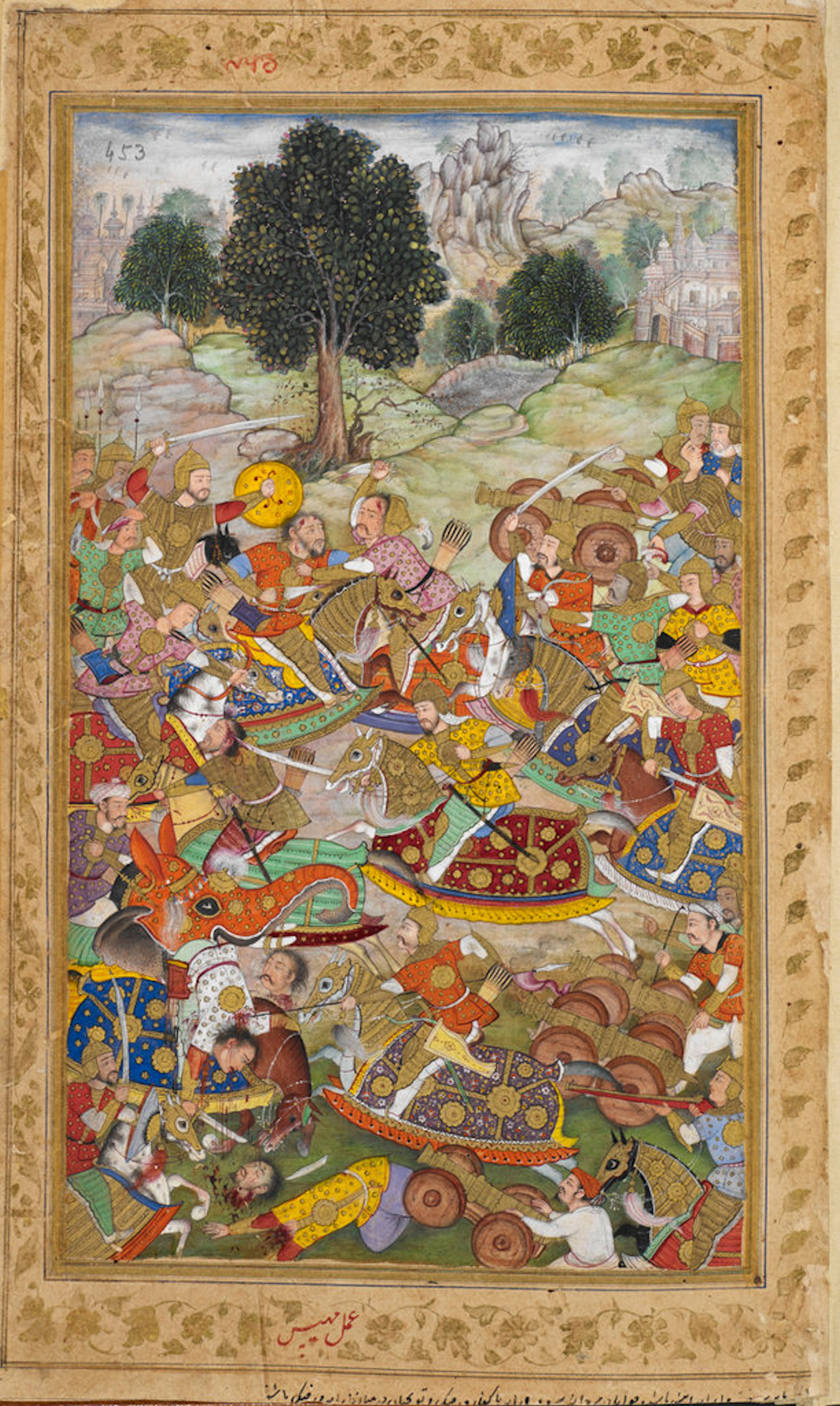
カーヌワーの戦い

1525年までにインドの情勢は目まぐるしく変わっていたが、その間にティムール朝の一族バーブルが北インドへと探り目的で遠征を行っていた。
マールワー征服後、メーワール王国の勢力はピーリヤ・カールと呼ばれるアーグラ付近の小さな川にまで達していた。それゆえ、サングラーム・シングは北インドに帝国建設を目論むバーブルという存在を脅威と感じていた。
だが、サングラーム・シングはローディー朝を打倒するため、バーブルに北インド侵攻の誘いをかけた。バーブルはこの誘いに乗り、1526年4月にパーニーパットの戦いでローディー朝を破り、イブラーヒーム・ローディーを殺害した。
だが、サングラーム・シングはバーブルがデリーとアーグラを征服したとき、動こうとしなかった。バーブルはのちに彼が事前に結ばれた協定に違反したと告発している。彼らの間にどれほどはっきりした約束が結ばれていたのかは不明である。
また、バーブルがデリーを占領したのち北インドに居座り、ムガル帝国を樹立したこともサングラーム・シングにとっては誤算であった。歴史家サティーシュ・チャンドラは、バーブルがローディー朝と戦っている間に自身の欲する領土の征服を画していたにとも、ティムールと同様にデリーを略奪してローディー朝を弱体化させたのち撤退すると期待していたとも考察している。
また、サングラーム・シングのもとにはイブラーヒーム・ローディーの弟マフムード・ローディーなど多くのアフガン人が集結していた。メーワートのハサン・ハーン・メーワーティーも味方したばかりか、ほとんどのラージプートがサングラーム・シングに味方し、軍勢を派遣した。
サングラーム・シングの名声とバヤーナーにおけるムガル帝国の出城に対する勝利は、
帝国の兵を怯えさせ、その士気を喪失させた。バーブルはこの状況を打開するため、自身の大酒癖を断つために禁酒することにしたのである。彼は金銀の酒杯をすべて叩き壊したばかりか、全ての酒を地面にぶちまけるように命じた。また、兵士の士気をさらに上げるため、イスラーム教徒に対する税を廃位した。その後、バーブルは異教徒に対するジハードを宣し、配下の軍勢を集め、戦地へと向かった。
1527年3月17日、サングラーム・シングとマフムード・ローディーが率いるラージプート諸王の軍20万が、バーブルの軍とアーグラの西カーヌワーで激突した（カーヌワーの戦い）。だが、連合軍はパーニーパットの戦いと同様に火器を駆使するバーブルに勝てず、連合軍の圧倒的な戦力を覆され、多くが討ち取られた。
サングラーム・シングは命こそ助かったが重傷を負い、大軍勢は散り散りになって逃げ去った。戦いののち、バーブルは敵兵らの首を積み上げ、「聖戦の勝利者」を意味するガーズィーの称号を受けた。

### 死
サングラーム・シングは逃げおおせたのち、バーブルとの戦いを再び計画した。だが、貴族の一部はそのような行動は危険で、自殺行為だと考えるようになった。
1528年1月30日、サングラーム・シングはバーブルとの再戦に反対する貴族らによって、カールピーで毒殺された。。死後、息子のラタン・シング2世が王位を継承した。